# Fruti Kola
Fruti Kola is een Peruaans colamerk dat wordt geproduceerd en gedistribueerd door Industrias & Derivados del Sur in Ayacucho.
De cola wordt meestal verkocht in petflessen met een inhoud van 0,630 liter.